# Židovský hřbitov v Klatovech
Židovský hřbitov v Klatovech, založený roku 1871, leží na Pražském předměstí v Klatovech za katolickým hřbitovem u parkoviště v Čejkově ulici. Areál je uzamčen, ale klíč lze zapůjčit na radnici v oddělení Městské policie.

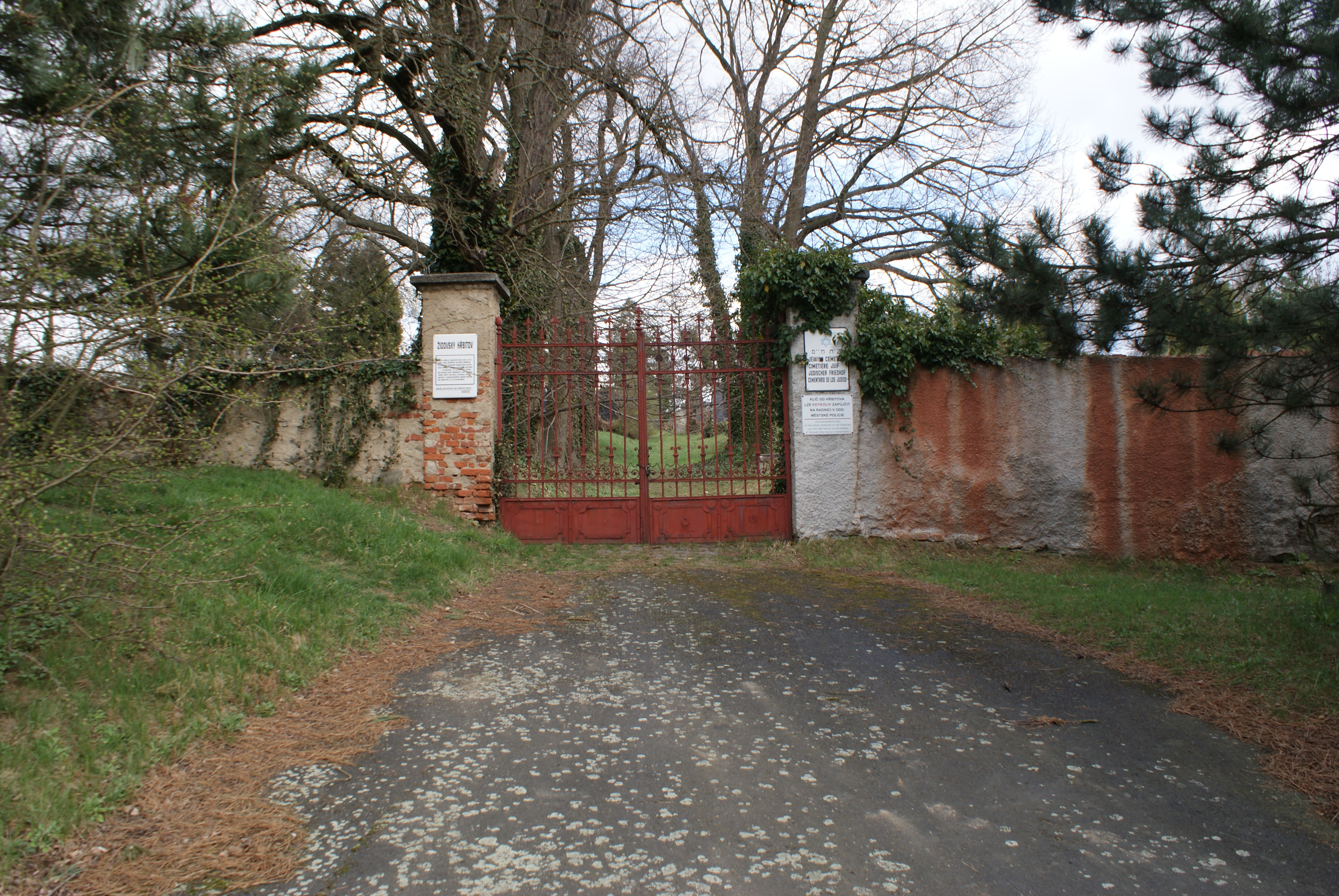
Brána na hřbitov

Dochovalo se zde přes 400 převážně novodobých náhrobních kamenů. 
Od roku 1989 zde stojí památník obětem nacismu.
Ve městě se také nachází bývalá synagoga.